# 芝山みよか
芝山 みよか（しばやま みよか、1907年〈明治40年〉8月12日 - 2009年〈平成21年〉6月11日）は、日本の美容師、美容家。神奈川県横浜市山下町出身。出生名は芝山 見与加、結婚後の本名は小守谷 見与加（こもりや みよか）。
日本で初めてエステティックサロンを開業した人物とされ、長年にわたる東京都の美容室の経営などで、美顔術やエステティックの普及に努めた。「エステの母」とも呼ばれ、日本美容界の草分け的存在ともいわれる。日本エステティック協会（旧名は日本エステシャン協会）の初代会長。フェリス和英女学校（後のフェリス女学院中学校・高等学校）卒業。

## 経歴

### 少女期

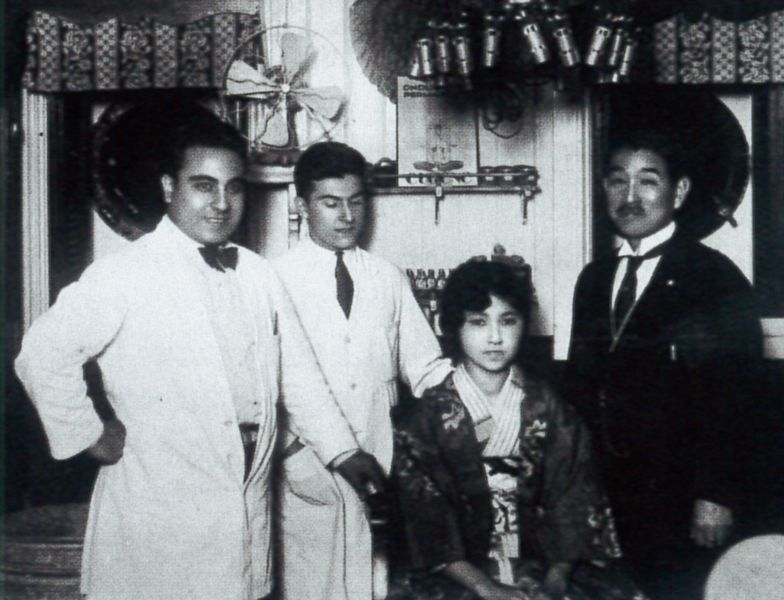
芝山兼太郎の営む美容院。中央が少女期の芝山みよか、向かって右が兼太郎

横浜の山下町で、日本の美顔術の始祖と呼ばれる芝山兼太郎のもとに誕生した。兼太郎は理容所「日之出軒」と美容所を経営しており、みよかは父の店を遊び場代わりとして育った。
美容所は国外の来客のみで、当時のフランス大使夫妻も訪れ、みよかはマニキュアの仕方を教わるなどして可愛がられることも多かった。このような環境において、美容については特別な勉強をすることなく、子供ながら見様見真似で自然に技術を身につけていた。
元街小学校を卒業後、「日之出軒」の顧客であったユージーン・ブースの推薦を受けて、ブースが校長を務めるフェリス和英女学校へ進学した。父の兼太郎は『実用美容術指針 一名学理的化粧法』を出版し、日本全国を回って技術講習会を開催しており、みよかも女学校を卒業後に、父から「旅は出会いと勉強の場」と諭されて、父と共に日本中を回った。北は北海道から南は九州まで、アイヌ部落にまで踏み込み、さらに中国や朝鮮など日本国外へも足を伸ばした。

### 美容家の道へ

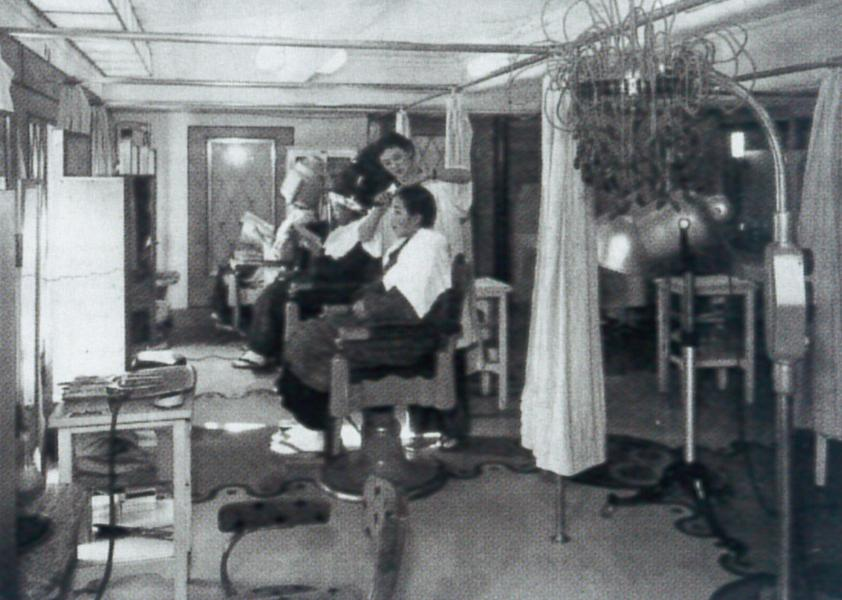
1929年に上野松坂屋に開設された美容所

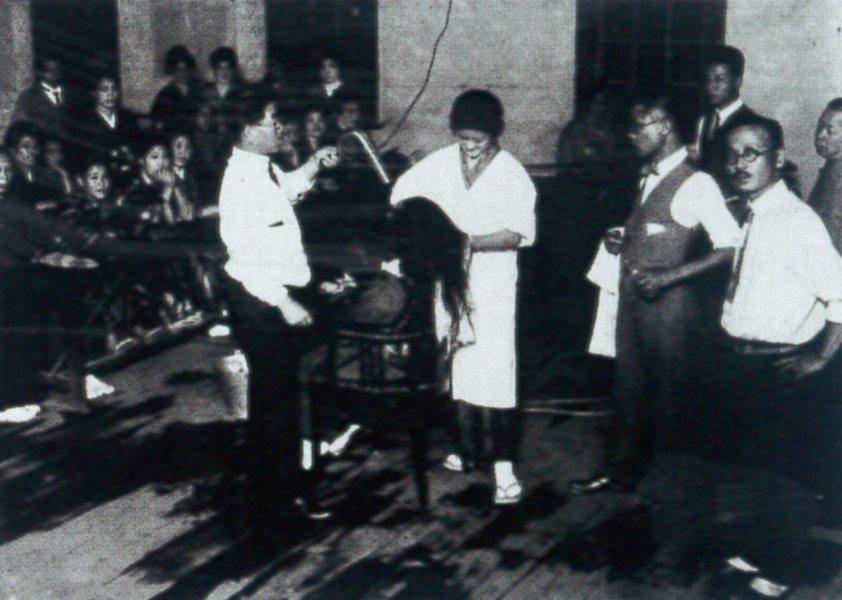
戦前、芝山みよか開催による美容セミナー

1929年（昭和4年）1月に、文筆家の小守谷達夫と結婚した。父の後継者として兄が2人いたため、みよか自身に美容師になる意志は無かったものの、兄2人が相次いで死去したために家業を継いだ。同1929年、父の兼太郎が東京府の上野松坂屋で美容室を担当し、みよかも店を手伝った。
同1929年11月、兼太郎が56歳で急逝した。遺書に「松坂屋の店はみよかがやるように」とあったことで、父の店をそのまま継ぐこととなった。夫は美容の仕事に理解を示しており、「家で培われた技術を継ぐべき」との夫の言葉も後押しとなった。後年には「夫の理解と協力がなければ、今日まで仕事を続けることはできなかった」と語っていた。
子供の頃から触れていた美容に関する知識と、父譲りの技術により、宣伝せずとも口コミで客が増えて、東京で一番忙しい店となった。新聞や婦人誌などでも多く取り上げられた。
その後は夫から経営面での協力を受けつつ、美容業に専念し、松坂屋名古屋店、大阪店、静岡店と、各地に店舗を展開した。当時は和装に洋髪（女性の西洋風の髪形）がお洒落と見なされていたため、当時のファッションリーダーといえる芸妓たちが足しげに店に通い、みよかの店の営業はそうした女性たちに支えられた。美容所の存在が新聞などのメディアに取り上げられることも、次第に多くなった。

### 戦中
時代が太平洋戦争に突入すると、若い女性たちが女子挺身隊として動員され、みよかの店からも若い客や若い店員が姿を消し始めた。さらに奢侈品等製造販売制限規則（七・七禁令）により、パーマネントウエーブが禁止された。
みよかはこれに対して、牛山喜久子、マヤ片岡、山本鈴子ら、当時の各地で活躍していた同年代の美容家たちと共に、美容クラブ「火曜会」を結成した。さらに他の美容家たちと共に、日本パーマネント協会などの団体に呼びかけ「大日本淑髪連盟」を結成し、国民精神総動員や警視庁に嘆願を続けた結果、営業禁止ではなく「華美自粛」を条件として営業を続けることができた。
やがて「兵器の材料」として、鉄製品の提出を求められて、アメリカ製のパーマ用機械や椅子もすべて失った。1ドルが2円50銭の時代に、500ドルを投資しての設備であり、大変な損失となった。
みよかは「せめて髪型くらいは」との客の要望に応えて、木炭を利用したパーマ「淑髪（しゅくはつ）」を考案し、美容院を継続させた。女性たちは配給切符で買った木炭を手に、店を訪れた。
戦中には結婚式を挙げて戦地に赴く兵隊も多く、みよかは「戦時下だからこそ女性を美しく」と奔走した。皮肉にも戦中という非常事態には、純和風の髪の支度は困難であり、軽便な洋髪を生かす機会が多くなっていた。
しかし1944年（昭和19年）には、企業整備令により美容室の閉鎖に至った。みよかは美容器具を手に、お洒落を楽しむ時代の到来を願いつつ、山梨へ疎開した。

### 戦後
翌1945年（昭和20年）の終戦後、美容業の再開に取り掛かった。「売る物も無いのに美容業の再開は無理」との声もあったものの、同1945年に松坂屋上野店に「シバヤマ美容室」を再開した。「食べ物は無くても、せめて髪ぐらいは綺麗にしたい」と願う女性たちが詰めかけ、昼食をとる暇が無いほどの人気を博した。
戦後間もない時期には、物資や栄養不足、さらにストレスにより女性の肌の衰えが多かったことから、1947年（昭和22年）に松坂屋店内に、皮膚科と併設しての美容室を開設した。1949年（昭和24年）には東京女子医科大学の皮膚科の中村敏郎博士の協力のもと、銀座に美顔術専門店「銀座美容科」を開設、これが日本のエステティックサロンの始まりとなった。実証に裏打ちされた医学的見地からの美容相談が、話題を呼んだ。当時の粗悪な化粧品で肌を荒らし、みよかの手で回復に至った女性も多かった。

### 日本国外での美容術の習得
先述のように肌の衰えた女性たちに対する想いから、1951年 (昭和26年)、GHQとの8か月に渡る交渉の末、フランスのパリへ渡航した。フランスでは、化粧品会社創業者であるヘレナ・ルビンスタインに弟子入りを志願し、一度は断られたものの「世界最高水準の美容技術を学びたい」との懇願の末に、特別措置で指導を許された。パリでは、午前中はルビンスタインの店、午後はエステティック専門学校で、美顔の技術や全身美容を学習した。
さらに従姉弟が洋画家の川島理一郎であった縁で、パリでアンリ・マティスとパブロ・ピカソと会うことができた。ピカソに日本の画家が描いた蘭をモチーフにした風呂敷を見せたところ、「風呂敷は素晴らしいが、なぜ自分の国の花を描かないのか」とのピカソの言葉に衝撃を受け、「日本らしい美しさは何か」を考え始め、西洋の真似を人に与えるだけでなく己（日本）を加えることを学んだ。
帰国後の同1951年秋には、美容雑誌と新聞9社の共同主催という異例の肩入れにより、神田で帰国発表会を打ち上げた。もっとも当時は、全身美容を含むエステに対して理解を得られることは、まだ困難だったという。

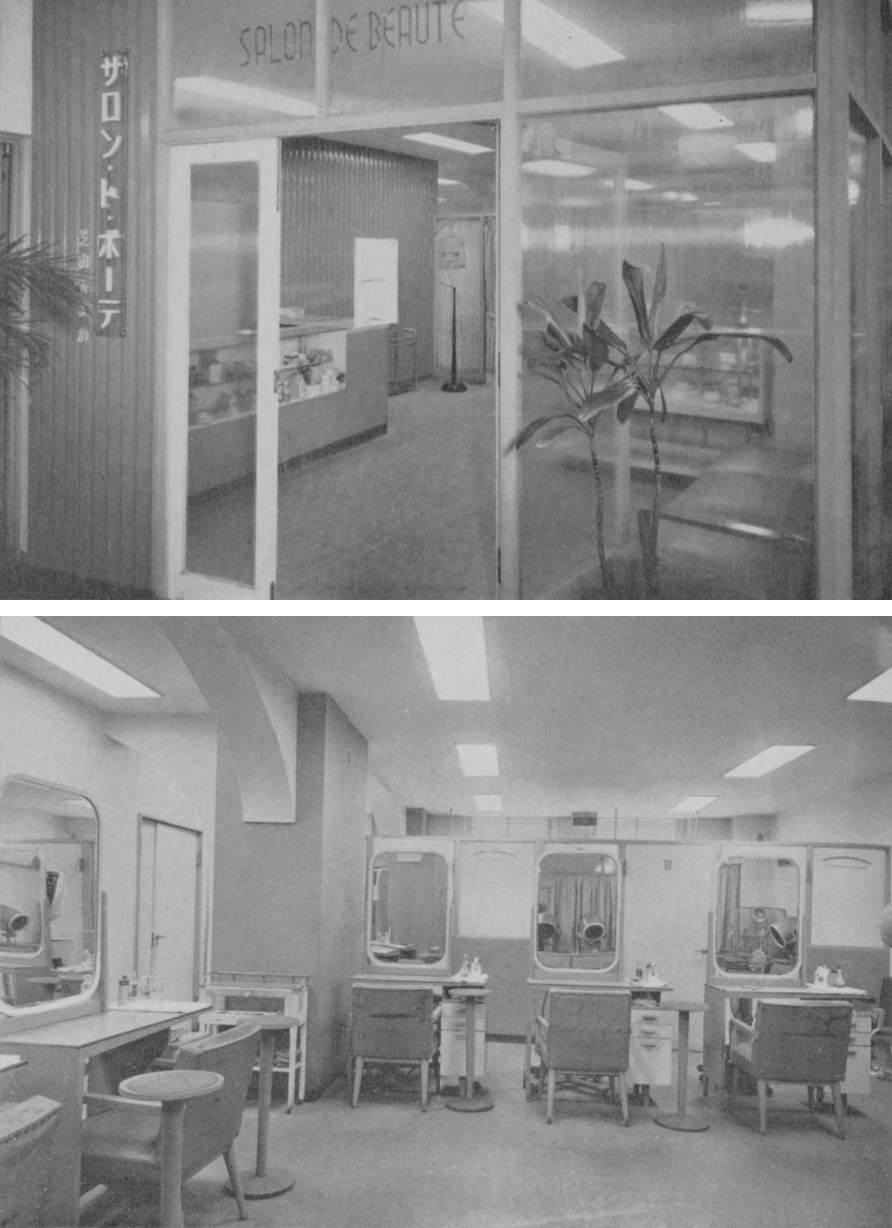
松坂屋銀座店に開設されたエステティックサロン「サロン・ド・ボーテ」。『美容院と理髪店』（1955年）より。

翌1952年（昭和27年）にもアメリカとパリへ渡って、美容医学と全身美容を学んだ。同1952年に松坂屋銀座店に本格的エステティックサロン「サロン・ド・ボーテ」を開設し、話題となった。これが「全身美容」の名称が一般化するきっかけにもなった。その後も、日本国外で学んだ技術をもとに、総合的なエステティック技術を提供する店舗を展開させていった。
1961年（昭和36年）には、美顔術と美容術の視察のため、アメリカ、イギリス、フランス、イタリア各国を回る旅に出た。パリではフェルナンド・オーブリーとジャン・デストレに師事し、美容術を学んだ。

### 美容業の展開 - 晩年
同1961年には、実力と功績が認められて、宣仁親王妃喜久子と正仁親王妃華子の美容係を拝命した。1967年（昭和42年）には、高松宮宣仁親王にカナダ訪問に際して、その妃である宣仁親王妃喜久子の美容および着付け担当者として、宮内庁より随行員を拝命した。
1964年（昭和39年）には、父の創始した美顔術を発展させたエステが、当時は一般女性はおろか美容師にさえ認知度が低かったことから、全身美容の専門技術者養成を目指し、東京の湯島にエステティシャン養成学校「シバヤマ美容研究所」を設立した。美顔術・化粧・全身美容の専門技術者を日本でエステティシャンと呼んだのは、これが最初とされる。東京女子医科大学付属美容スクールの講師も務めた。
1969年（昭和44年）には男性参入による美容師の地位向上を願い、日本初のユニセックスサロンとして、男性スタッフのみのサロン「コワフュール・シバヤマ」を青山に開業して、話題を呼んだ。
翌1970年（昭和45年）、エステティシャンの国際組織であるCIDESCO（シデスコ）の、オランダでの国際会議にオブザーバーとして参加した。ここで日本支部の設立の許可を得た。2年後の1972年（昭和47年）、CIDESCOの23番目の支部として、日本エステティシャン協会が設立された。エステティシャンの地位確立と技術向上、エステの技術普及を目的とした専門団体は、日本ではこれが最初である。1980年（昭和55年）にはアジア初のCIDESCOの国際会議を主催し、世界各国のエステティシャンとの交流を深めた。また同1980年、エステの民間資格制度への道として、インターナショナル・エステティシャン試験を実施した。
婚礼部門にも尽力し、ヘアデザイン、着付け、エステティックと、総合的な美容を広めた。日本エステティシャン協会の他にも、日本ヘアデザイン協会、日本婚礼美容家協会など、業界団体の設立にも力を注いだ。1971年（昭和46年）から日本ヘアデザイン協会の名誉会長、1972年から日本エステティック協会会長も務めた。エステティック業界では「効果が無い」など客の苦情も少なくなかったことに対しては、「原因は技術者の勉強不足」と主張し、1988年（昭和63年）9月にはシドニーで開催されたCIDESCOの国際研究会に、技術者31人と共に参加するなど、技術者の育成にも努めた。
1992年（平成4年）には、エステティックの開拓者としての功績を評価されて、CIDESCOの名誉会員の称号が贈られた。この称号はCIDESCO史上20番目であり、日本人では初めてである。また、これまでの名誉会員はすべてエステティックに貢献した医師たちであり、エステティシャンとして名誉会員は初めてのことであった。
2009年（平成21年）6月11日、老衰のため、家族たちに看取られつつ満101歳で死去した。没後は長男の小守谷巽が日本エステティック協会の理事長を継いだ。墓碑は千葉県野田市の宗英寺にある。

## 人物
身長163センチメートルの長身であった。父の兼太郎の弟子は少女期のみよかを「背が高く、綺麗なお嬢様で、髪はオールウェーブで、普通の娘さんとは少し違っていた」と語っていた。街を行くときも、大抵の通行人は「随分、高い方ね」と驚いていた。詩人の田村隆一は、みよかに1985年（昭和60年）に雑誌の対談企画で会い、颯爽としたその容姿、70歳を超えても保っている若々しさに、会うなり「日本のマレーネ・ディートリヒだ」と心の中で叫んだという。
「人間の健康と自然な美しさを大切にすること」「美容術の他、栄養学、体育、精神衛生の領域まで広く関る」を、エステティックの理念としていた。エステティックが日本に導入されるまでは、白粉を塗り込めることが日本女性の美とされていたことから、「女性の美しさは時代と共に変わり、まさに文化のバロメーター。日本のエステは欧米に比べれば20年は遅れている」と指摘していた。美容を通じた女性の意識改革に取り組む姿勢は、父譲りの才華と器量によるものとも言われた。
戦中に苦楽を共にし、同年代であった牛山喜久子、マヤ片岡とは、夫婦ぐるみで親交を深め、「業界三羽ガラス」と呼ばれた。特にマヤ片岡は親友と呼べる間柄であり、マヤから株式投資の指南も受けていた。
かな表記の名前「みよか」は、漢字表記の本名「見与加」が「男か女かわからない」との理由で名乗っていた通名である。その生涯は日本の美容の歴史そのものともいえたことから、生前は「みよかの名は『美容家（びようか）』に由来したビジネスネームなのですか?」と聞かれることも多かったという。

## 受賞歴
- 1980年 (昭和55年） - 国際会議CIDESCO賞[19]
- 1992年（平成4年） - 日本美容文化賞[13]、東京都優秀技能賞、CIDESCO名誉会長賞[19]

## 著書
- 『美顔術と化粧 理論と実技』ヘアモード社、1963年1月。全国書誌番号:63003929。
- 『美顔術 マニュアルエステティックエステテシャンへの道』ヘアモード社、1974年。全国書誌番号:71000587。